# (161384) 2003 UK25
(161384) 2003 UK25 là một tiểu hành tinh vành đai chính được phát hiện ngày 24 tháng 10 năm 2003 bởi James Whitney Young ở Đài thiên văn Núi bàn gần Wrightwood, California.